# 인도유럽조어 명사
인도유럽조어의 명사에는 명사, 형용사, 대명사가 포함된다. 현대 언어학자들은 모든 인도유럽어족에서 발견되는 유사점을 토대로 문법적 형태 와 의미를 재구성하였다. 이 문서에서는 명사와 형용사에 대해 설명한다. 인도유럽조어 대명사는 다른 곳에서 확인할 수 있다.
인도유럽조어(PIE)에는 8~9개의 격, 3개의 수 (단수, 쌍수, 복수)가 있었고 원래는 두 개의 성(생물과 중성)만 존재했었지만 나중에 생물이 남성과 여성으로 분리되었을 것으로 추정된다.
명사는 다양한 곡용이 존재한다. 이들 중 대부분은 자음으로 끝나는 단어 어간(무수 어간이라고 함)을 갖고 있으며, 경우에 따라 악센트 이동 및 모음 변경(종성 모음 변화)의 복잡한 패턴을 나타냈다.
모음( *-o/e- )로 끝나는 두 개의 곡용을 어간 형성 모음이라고 한다. 그것들은 인도유럽조어와 그 후손 언어들의 역사동안 더 규칙적이고 더 흔해졌다.